# 藤井寺市立藤井寺中学校
藤井寺市立藤井寺中学校（ふじいでらしりつ ふじいでらちゅうがっこう）は、大阪府藤井寺市にある公立中学校。

## 沿革
1947年の学制改革の際、当時の南河内郡藤井寺町が藤井寺町立中学校を設置したことに始まる。校区は当時の藤井寺町全域だった。
学校発足当初は藤井寺町立小学校（現在の藤井寺市立藤井寺小学校）の一角を使用していたが、1949年3月に藤井寺町大字藤井寺字葉森（現在の藤井寺市立藤井寺西小学校敷地）に独立校舎を設置している。その後1960年に現在地に移転している。
現在の藤井寺市の市域は藤井寺町と道明寺町に分かれていたが、道明寺町在住の生徒は当時学校組合立誉田中学校（現在の羽曳野市立誉田中学校）に通学していた。1959年の藤井寺町・道明寺町の合併の際に、旧道明寺町を誉田中学校校区から藤井寺中学校校区に編入している。
地域の生徒数の増加に伴い、従来の校区の一部を分離して藤井寺市立道明寺中学校・藤井寺市立第三中学校の2校が開校している。

### 年表
- 1947年4月20日 - 藤井寺町立中学校として当時の南河内郡藤井寺町に創立。
- 1948年4月 - 独立校舎に移転。
- 1959年4月20日 - 藤井寺町・道明寺町の合併で藤井寺道明寺町が成立したことに伴い、藤井寺道明寺町立中学校に改称。旧道明寺町を校区に編入。
- 1960年1月1日 - 藤井寺道明寺町が美陵町（みささぎちょう）に改称したことに伴い、美陵町立中学校に改称。
- 1960年4月 - 現在地に移転。
- 1962年3月19日 - 体育館完成。
- 1966年11月1日 - 藤井寺市の市制施行により、藤井寺市立中学校に改称。
- 1969年4月 - 養護学級設置。
- 1970年4月 - 藤井寺市立道明寺中学校を分離。同時に藤井寺市立藤井寺中学校に改称。
- 1980年4月 - 従来の校区の一部を、新設の藤井寺市立第三中学校校区へ分離。
- 2015年10月 - 新校舎にするための建て替え工事が始まった。
- 2018年3月 - 新校舎が完成。
- 2018年5月 - 旧校舎が取り壊し。

## 通学区域
- 藤井寺市立藤井寺南小学校、藤井寺市立藤井寺西小学校の通学区域全域。
- 藤井寺市立藤井寺小学校の通学区域の一部。
  - 藤井寺市 西古室1-2丁目、さくら町、陵南町、藤ヶ丘1丁目-4丁目、野中1丁目-5丁目、青山1丁目-3丁目、藤井寺1丁目-4丁目、東藤井寺町、春日丘1丁目-3丁目、春日丘新町、岡1丁目-2丁目、御舟町、恵美坂1丁目。

## 著名な出身者
- 前田祐二 - 元プロ野球選手。現在はインテリアコーディネーターである。
- 青山大紀 - 元プロ野球選手。
- 小西成弥 - 俳優（青山大紀とは同級生）
- 長谷川義史 - 作家
- 富山昌克 - 園芸家

## 交通
- 近鉄南大阪線 藤井寺駅 北東へ約600m。
- 近鉄バス 「藤井寺市役所前」徒歩すぐ